# Wild Palms
Wild Palms est une série télévisée américaine en un téléfilm pilote de 90 minutes et quatre épisodes de 45 minutes, créée par Oliver Stone et Bruce Wagner d'après le comic de ce dernier et diffusée entre le 16 et le 20 mai 1993 sur le réseau ABC et au Canada sur le réseau CTV.
En France, la série a été diffusée du 17 février 1996 au 23 mars 1996 sur Arte. Rediffusion du 13 septembre 1997 au 18 octobre 1997 sur Arte. Rediffusion à partir du 21 août 2001 sur Série Club.

## Synopsis
En 2007, à Los Angeles, un avocat d'affaires, Harry Wyckoff, coule des jours tranquilles avec sa femme Grace et leurs deux enfants. Mais il fait d'étranges rêves, comprenant un rhinocéros et un tatouage en forme de palmier. 
Un jour, une amie, Paige Katz, lui demande de retrouver son fils qui a disparu depuis cinq ans. Mais elle travaille pour Wild Palms, une entreprise tentaculaire poursuivie en justice par le cabinet de Wyckoff, et ce dernier perd son travail.
Le patron de Paige, le sénateur Anton Kreutzer, fondateur de la religion synthiotique, qui cherche à développer la réalité virtuelle, lui offre alors un poste à Channel 3.
Mais Harry observe d'étranges incidents autour de lui, qui se multiplient dans l'indifférence générale…

## Distribution
- James Belushi (VF : Patrick Osmond) : l'avocat Harry Wyckoff
- Dana Delany (VF : Dominique Westberg) : Grace Wyckoff
- Robert Loggia (VF : Claude Joseph (comédien)) : le sénateur Anton « Tony » Kreutzer
- Kim Cattrall (VF : Véronique Augereau) : Paige Katz
- Angie Dickinson (VF : Martine Meirhaeghe) : Josie, la mère de Grace
- Ernie Hudson (VF : Mario Santini) : Tommy
- Nick Mancuso (VF : Michel Modo) : Tully Woiwode
- Bebe Neuwirth (VF : Laure Sabardin) : Tabba Schwartzkopf
- David Warner : Eli Levitt
- Ben Savage : Coty Wyckoff
- Brad Dourif (VF : Daniel Lafourcade) : Chickie Levitt
- Aaron Michael Metchik (en) : Peter
- Bob Gunton : Dr Schenkl
- Oliver Stone : lui-même
- William Gibson : lui-même

## Fiche technique
- Réalisation : Peter Hewitt (épisode 1), Keith Gordon (épisodes 2 et 4), Kathryn Bigelow (épisode 3), Phil Joanou (épisode 5)
- Scénario : Bruce Wagner
- Musique : Ryuichi Sakamoto

## Épisodes
1. Une vie sans histoire (Everything Must Go) 90 minutes
2. Un monde étrange (The Floating World)
3. Le Réveil des fils (Rising Sons)
4. Fantômes (Hungry Ghosts)
5. Salut ! Je dois m'en aller (Hello I Must Be Going)

## Commentaires
On retrouve quelques similitudes avec Twin Peaks, à tel point que de nombreuses critiques se réfèrent à Wild Palms en utilisant l'expression « Twin Palms ».
La série établit des parallèles avec le mythe d'Œdipe. Deux personnages ont les yeux arrachés et un autre tue son père et s'enfuit avec la femme de ce dernier.